# Vitréais
Le vitréais est un dessert traditionnel de Vitré en Haute-Bretagne. Ce nom vient de la région du Vitréais et correspond au gentilé. 

## Origine

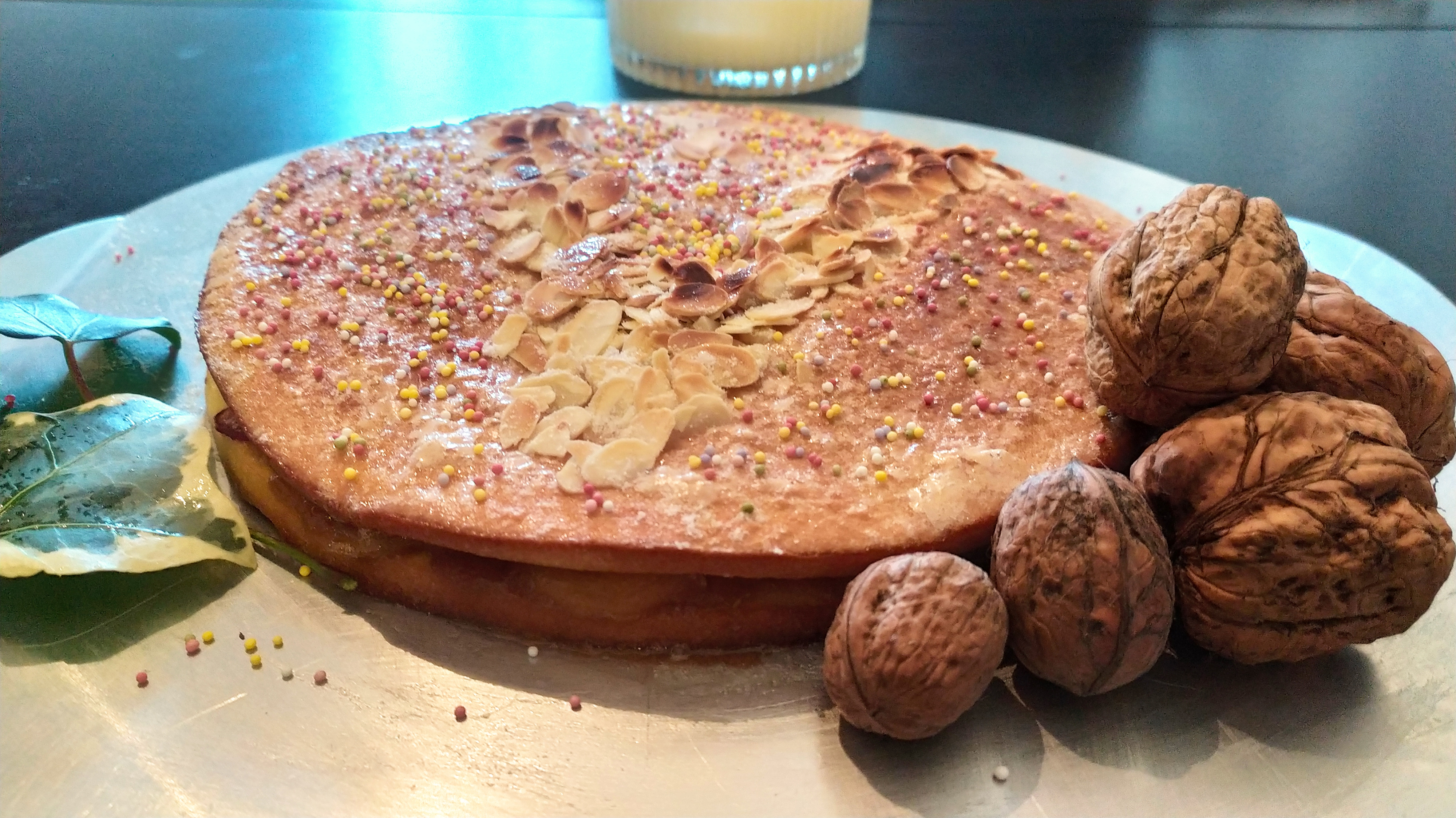
Le vitréais, le gâteau traditionnel de Vitré

Ce gâteau a été créé dans une ancienne boulangerie-pâtisserie située au 9, rue de la Poterie à Vitré par Jacques Lhuissier (1936-2017) qui a exercé jusqu'en 1997. Aujourd'hui, seules quelques boulangeries ou restaurants continuent de proposer ce dessert.

## Présentation
C'est un gâteau à base de pommes caramélisées et d'amandes, qui s'apparente à une génoise. Il a un léger goût d'amandes. La garniture se compose de caramel blond, mêlé de beurre et de crème fraîche où cuisent les pommes.
Puis une fois que la crème a réduit, la préparation doit être soigneusement déposée sur un biscuit, qui est recouvert par un autre biscuit. Ensuite, le dessus est badigeonné de blanc d'œuf, recouvert de sucre glace et d'amandes effilées que l'on met au gril avant de servir. Peut se conserver au réfrigérateur et se congèle très bien.